# Alain Chrétien
Pour les articles homonymes, voir Chrétien (homonymie).
Alain Chrétien, né le 17 mars 1975 à Vesoul, est un homme politique français.
Après avoir été scolarisé à Vesoul, il suit des études à l'université, puis à Sciences Po Lyon. Il commence sa carrière politique en devenant assistant parlementaire et en entrant au conseil municipal de Vesoul. Par la suite, il est élu conseiller général du canton de Vesoul-Ouest et président du Pays de Vesoul et du Val de Saône.
Membre successif de l'Union pour un mouvement populaire (UMP), des Républicains, d'Agir, il participe à la création d’Horizons le parti d’Édouard Philippe, il est président de la communauté d'agglomération de Vesoul depuis 2004 et maire de Vesoul depuis 2012.

## Biographie

### Jeunesse et études
Alain Chrétien est né à Vesoul, préfecture du département de la Haute-Saône. Il grandit à Jussey, commune située à 35 kilomètres au nord-ouest de Vesoul, où ses parents sont commerçants en vêtements. Il est scolarisé dans cette ville à l'école primaire et au collège, jusqu'en 1989. En 1992, il acquiert un baccalauréat série B (économique et social) au lycée Édouard-Belin de Vesoul.
Après des études d'administration économique et sociale à l'université de Franche-Comté, il obtient, en 1996, un diplôme d'études supérieures spécialisées de gestion des collectivités territoriales à l'institut d'études politiques de Lyon et sort même major de sa promotion.
Il effectue ensuite son service militaire au 152e régiment d'infanterie puis devient chargé de mission du plan d’occupation des sols des quartiers de Vesoul et des communes du district, auprès du président du district urbain de Vesoul, de 1998 à 1999.

### Débuts en politique
Il devient assistant parlementaire du sénateur-maire de Vesoul, Alain Joyandet. Ce dernier le fait entrer au conseil municipal lors des élections de 2001.
De 2001 à 2003, il est attaché territorial à la communauté de communes du Pays de Montbozon. Il est élu conseiller général en 2002 pour le canton de Vesoul-Ouest, mais perd d'une voix en 2004 (4093 voix contre 4094 voix). L'élection ayant été invalidée, il parvient à être réélu en 2005 (avec 55,5 % des voix au second tour), et de nouveau en 2011 (avec 57 % des voix au second tour).
D'abord vice-président de la communauté de communes de l'agglomération de Vesoul de 2001 à 2004 (renommée communauté d'agglomération de Vesoul en 2012), il devient, le 15 juin 2004, il devient président de la structure de regroupement d'intercommunalités du Pays de Vesoul et du Val de Saône,.
Il est nommé premier adjoint de Vesoul, délégué aux finances et au logement après les élections municipales de 2008. Il doit alors prendre la succession d'Alain Joyandet comme maire, à une date reportée à plusieurs reprises, notamment en raison de la défaite d'Alain Joyandet aux élections régionales de 2010, ce qui empoisonne les relations entre le maire et son premier adjoint.
Le 14 juin 2004, il devient président de la communauté de communes de Vesoul, laquelle devient par la suite communauté d'agglomération de Vesoul .

### Maire de Vesoul et député le temps d'une législature
Finalement, Alain Joyandet laisse la mairie de Vesoul à Alain Chrétien en mars 2012 et renonce à se présenter aux législatives de juin 2012. Il devient donc député-maire de Vesoul à l'âge de 37 ans. Le 17 juin 2012, il est élu député de la première circonscription de la Haute-Saône.
La liste qu'il mène remporte les élections municipales de 2014 à Vesoul, dès le premier tour avec 55,98 % des voix.
Il soutient Bruno Le Maire pour la primaire française de la droite et du centre de 2016, après l'avoir soutenu au congrès de l'UMP de 2014. En septembre 2016, il est nommé avec cinq autres personnalités porte-parole de sa campagne de la primaire.
Le 1er mars 2017, dans le cadre de l'affaire Fillon et après le départ de Bruno Le Maire de l'équipe de campagne de François Fillon, il lâche à son tour le candidat LR à la présidentielle.

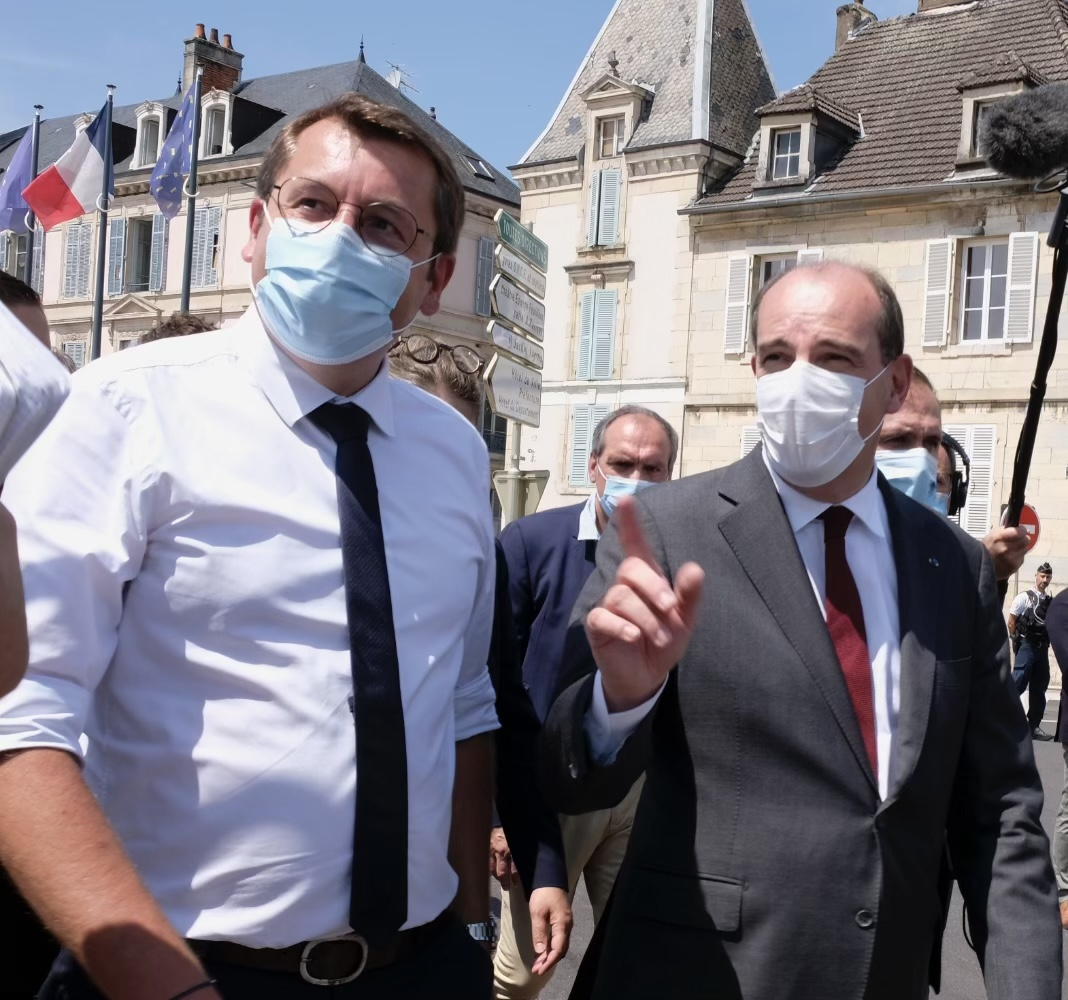
Alain Chrétien et Jean Castex à Vesoul en juillet 2021.

Le 25 mars 2017, il fait le choix de rester maire de Vesoul et annonce ne pas briguer de second mandat de député LR de la première circonscription de Haute-Saône dans le cadre du non-cumul des mandats. Il compte alors obtenir l'investiture LR pour Marie Breton, adjointe au maire de Gray, Alain Chrétien se présentant comme son suppléant. Toutefois, Dimitri Doussot, maire de Vauconcourt-Nervezain et directeur de cabinet d’Alain Joyandet, devenu sénateur, décide de mettre à profit son expérience d'élu local et de se présenter. Soutenu par de nombreux élus locaux dont Alain Joyandet et Alain Blinette, c'est lui que la Commission Nationale d'Investiture des Républicains désignera comme candidat officiel du parti en Haute-Saône,. Au premier tour des élections législatives, il n'obtient que 12,36 % des voix derrière Marie Breton, alors 1ère adjointe au Maire de Gray et Alain Chrétien. Les deux candidats de droite sont battus dès le premier tour de l'élection, remportée par Barbara Bessot-Ballot (LREM).
En novembre 2017, il participe à la création du parti politique de centre-droit Agir.
Il est membre de la commission nationale d'investiture de La République en marche pour les élections municipales de 2020 : L'Opinion estime que cette position permet à son parti, Agir, de « défendre les cas de maires sortants devenus allergiques aux Républicains ».
Il est soutenu par La République en marche pour les élections municipales de 2020,. Il est réélu maire de Vesoul dès le premier tour avec 55,78 % des voix. L'année suivante, il est tête de liste en Haute-Saône sur la liste de Denis Thuriot (majorité présidentielle) aux élections régionales en Bourgogne-Franche-Comté.

### Travaux parlementaires
Il est membre des cadets-Bourbon. Ce groupe est constitué de sept députés UMP trentenaires - élus pour la première fois à l'Assemblée en juin 2012.

## Mandats et fonctions
- depuis le 17 mars 2012 : maire de Vesoul (Haute-Saône) (2012-2014 ; 2014-2020 ; 2020-2026)
- 2012 - 2017 : député de la Première circonscription de la Haute-Saône.

## Décorations
- Chevalier de l'ordre national du Mérite Il est fait chevalier le 29 mai 2019[18].
- Chevalier de l'ordre des Arts et des Lettres
- Chevalier de l'ordre du Mérite agricole
- Médaille de la Défense nationale échelon bronze